# Mixed amine fuel
Mixed amine fuel (en français combustible amine mixte ou carburant amine mixte), aussi dit sous l’acronyme MAF, est une gamme de mélange à base d'amines, généralement de l'hydrazine, afin de diminuer le point de congélation. Ce type de carburant fut développé et employé sur des missiles, à l’exception du MAF-4, aussi désigné par « Hydyne », utilisé sur les lanceurs spatiaux Juno I.

## Liste
Les compositions des MAF, exprimées en pourcentage massique, sont les suivantes :
- MAF-1 : 50,5 % de 1,1-diméthylhydrazine, 40,5 % de diéthylènetriamine et 9 % d’acétonitrile ;
- MAF-2 : 48,3 % de dipropargyl glycidylamine, 42,6 % de propargyl diglycidylamine et 9,1 % de tripropargylamine ;
- MAF-3 : 80 % de diéthylènetriamine et 20 % de 1,1-diméthylhydrazine ;
- MAF-4 (Hydyne, U-DETA) : 60 % de 1,1-diméthylhydrazine et 40 % de diéthylènetriamine ;
- MAF-5 : 50,5 % de diéthylènetriamine, 29,4 % de 1,1-diméthylhydrazine et 20 % d’acétonitrile.